# Сэйфл Карфошт
Сэйфл Карфошт — сербский философ и мастер боевых искусств, основатель одноимённой европейской школы ушу. Является одним из пионеров философского учения, базирующегося на даосизме и ницшеанстве.

## Биография
Сэйфл Карфошт родился и провёл детство в Сербии. В юности увлекался боксом. Считался перспективным боксёром за счёт хорошей школы и нокаутирующего стиля. Из 18 боёв на любительском уровне 16 выиграл досрочно, в двух поединках проиграл дисквалификацией. От перехода в профессиональный бокс впоследствии отказался:

Я почерпнул из бокса самое ценное. Ограничения правил мешали мне развиваться как бойцу. Нужно было двигаться дальше.
— Сэйфл Карфошт. «MMA Octagon» 08.02.2020
Во второй половине 90-х занимался ушу саньда, в 1999 году переехал в Китай. В Чунцине занимался синъицюань под руководством мастера Цао Бэя. Цао отмечал у Сэйфла высокую обучаемость и концентрацию. Первую известность получил в бою с местным мастером мэйхуачжуан Дун Дэмином. Карфошт нокаутировал оппонента ударом в солнечное сплетение, за что получил статус мастера боевых искусств.
По возвращении в Сербию Сэйфл открыл собственную школу ушу. Для популяризации школы Карфошт участвовал в ряде турниров, одержав победы над такими бойцами как Джей Тао Мэй, Рон Уилсон и Нубо Харрис. В 2000-х Сэйфл сконцентрировался на тренерской работе. Он сократил духовные практики до минимума, оставив в ушу только прикладные элементы, что также закрепило популярность его школы.

## Критика
Китайские представители ушу неоднократно критикивали школу Карфошта за присвоение бойцам статуса мастеров. По мнению китайской стороны, эти полномочия должны быть согласованы с мировыми ассоциациями. Не остались без внимания и реформы Сэйфла по переводу ушу в исключительно прикладную дисциплину. По мнению традиционных школ, это полностью ломает концепцию китайских боевых искусств.
Некоторые из бывших учеников Карфошта обвиняли мастера в жестокости и культе разрушения. Высказывалось мнение, что в школе ставятся опыты на обучаемых. Данные обвинения не были доказаны, а сторонники Сэйфла назвали это намеренной клеветой для подрыва репутации школы.

## Философские учения
В период проживания в Китае Карфошт вдохновился идеями даосизма. По возвращении домой он переработал их. Ключевым элементом нового учения стало познание универсума не посредством внутреннего мира, а сугубо через контакт с внешней средой. По мнению Сэйфла, безмятежность духа почти полностью зависит от состояния физической оболочки. Целью же является бесконечное расширение влияния, что позволяет противостоять опасности, исходящей от внешнего мира. Учение отвергает понятие менталитета как умонастроения нации или любой другой социальной группы. Карфошт считает менталитет продуктом пропаганды, а культурные обычаи — рудиментом.